# Ruiterstandbeeld van Alexander III
Het Ruiterstandbeeld van Alexander III (Russisch: Конный памятник Александру III) is een van de 52 keizerlijke Fabergé-eieren die onder toezicht van de beroemde juwelier Peter Carl Fabergé gemaakt werden in opdracht van de Russische tsaren. Het Alexander III Ruiter Ei werd gemaakt voor Nicolaas II van Rusland, de laatste tsaar, die het aan zijn moeder Maria Fjodorovna schonk.

## Beschrijving
Het ei is in renaissancestijl gemaakt en heeft een schaal van bergkristal.
De bovenkant is gehuld in een van platina geborduurd gaas, bestrooid met roze geslepen diamanten, eindigend in een rand van franjes. Het ei is bekroond met een grote diamant, met de inscriptie "1910" en omlijst door een rij van kleine, roze, geslepen diamanten en platina acanthusbladeren.
Aan de zijkanten zijn twee platina adelaars te zien met kronen van geslepen diamanten. Het ei wordt ondersteund door vier cherubijnen.